# 王復 (宣德進士二甲)
王復（1392年—？），字從道，直隸蘇州府崑山縣人，明朝政治人物。進士出身。

## 生平
應天鄉試第二十八名。宣德五年（1430年）丁丑科會試第七名，殿試登進士第二甲第三十五名。

## 家族
曾祖父王德興。祖父王叔瑜。父亲王遜，曾任任監察御使。